# Баотін-Лі-Мяоський автономний повіт
18°39′00″ пн. ш. 109°40′00″ сх. д. / 18.65° пн. ш. 109.66666666667° сх. д.
Баотін-Лі-Мяоський автономний повіт (кит. 保亭黎族苗族自治县, пін. Băotíng Lízú Miáozú Zìzhìxiàn) — один із повітів КНР у складі провінції Хайнань. Адміністративний центр — містечко Баочен.

## Географія
Баотін-Лі-Мяоський автономний повіт лежить у південній частині острова Хайнань.

### Клімат
Повіт знаходиться у зоні, котра характеризується саванним кліматом. Найтепліший місяць — червень із середньою температурою 27,8 °C. Найхолодніший місяць — січень, із середньою температурою 20,2 °С.
| Клімат повіту Баотін-Лі-Мяо | Клімат повіту Баотін-Лі-Мяо | Клімат повіту Баотін-Лі-Мяо | Клімат повіту Баотін-Лі-Мяо | Клімат повіту Баотін-Лі-Мяо | Клімат повіту Баотін-Лі-Мяо | Клімат повіту Баотін-Лі-Мяо | Клімат повіту Баотін-Лі-Мяо | Клімат повіту Баотін-Лі-Мяо | Клімат повіту Баотін-Лі-Мяо | Клімат повіту Баотін-Лі-Мяо | Клімат повіту Баотін-Лі-Мяо | Клімат повіту Баотін-Лі-Мяо | Клімат повіту Баотін-Лі-Мяо |
| Показник                    | Січ.                        | Лют.                        | Бер.                        | Квіт.                       | Трав.                       | Черв.                       | Лип.                        | Серп.                       | Вер.                        | Жовт.                       | Лист.                       | Груд.                       | Рік                         |
| Середній максимум, °C       | 26,5                        | 27,4                        | 29,3                        | 31,6                        | 32,9                        | 33                          | 32,9                        | 32,8                        | 32                          | 30,4                        | 28,6                        | 26,5                        | 30,3                        |
| Середня температура, °C     | 20,2                        | 21,6                        | 23,6                        | 26                          | 27,3                        | 27,8                        | 27,6                        | 27,2                        | 26,4                        | 25,3                        | 23,3                        | 20,8                        | 24,8                        |
| Середній мінімум, °C        | 16                          | 17,9                        | 20                          | 22,5                        | 23,4                        | 24,6                        | 24,5                        | 24,2                        | 23,4                        | 22,1                        | 19,7                        | 16,9                        | 21,3                        |
| Норма опадів, мм            | 12.5                        | 26.7                        | 33.9                        | 119.2                       | 260.7                       | 275.7                       | 317.5                       | 348.8                       | 350.4                       | 280.4                       | 81.8                        | 21.2                        | 2128.8                      |
| Вологість повітря, %        | 78                          | 80                          | 81                          | 83                          | 84                          | 85                          | 85                          | 87                          | 87                          | 83                          | 77                          | 76                          | 82.2                        |
| --------------------------- | --------------------------- | --------------------------- | --------------------------- | --------------------------- | --------------------------- | --------------------------- | --------------------------- | --------------------------- | --------------------------- | --------------------------- | --------------------------- | --------------------------- | --------------------------- |
| Джерело: data.cma.cn        |                             |                             |                             |                             |                             |                             |                             |                             |                             |                             |                             |                             |                             |